# زنتیپی

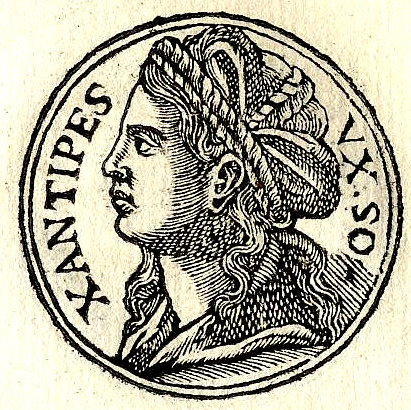
نگاره‌ای خیالی از زَنتیپی در کتاب Promptuarii Iconum Insigniorum نوشتهٔ گویلاومه رویلی، ۱۵۵۳ میلادی.

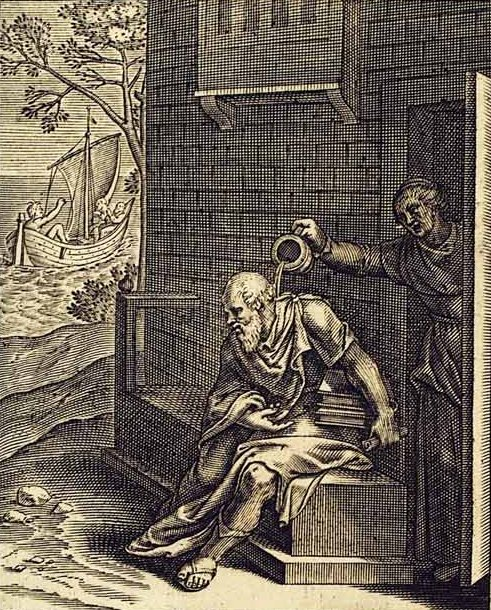
نگاره‌ای چاپی از زَنتیپی در حال ریختن آب ظرفی بر سر سقراط، از کتاب Emblemata Horatiana، تصویرگری از اوتو وانیوس، ۱۶۰۷ میلادی.

زَنتیپی (به یونانی: Ξανθίππη) (با تلفظ ‎/zænˈθɪpi/‎)، (سدهٔ پنجم و چهارم پیش از میلاد)، همسر سقراط و مادر سه پسر او (لامپروسلز، سوفرونیسکوس و منکسنس) و از شهروندان آتن باستان بود. داستان‌های زیادی دربارهٔ او وجود دارد که نمی‌توان حقیقت بودن بیشتر آن‌ها را اثبات کرد. او بسیار از سقراط جوان‌تر بود، این تفاوت سن ممکن است تا ۴۰ سال باشد.

## ریشه شناسی
زنتیپی به‌معنای اسب زرد است و از واژهٔ یونانی زَنتوس (به یونانی: ξανθός) به‌معنی بور و هیپوس (به یونانی: ἵππος) به‌معنی اسب گرفته شده‌است. وجود واژهٔ هیپوس در نام‌های یونان باستان معمولاً به ریشهٔ اشرافی شخص مورد نظر اشاره دارد. دلیل دیگری که بر ممتاز بودن طبقهٔ اجتماعی خانوادگی او می‌آورند این است که در آن‌زمان رسم بوده که پسر اول را با نام برجسته‌ترین پدربزرگش بنامند اما نام پدر سقراط (سوفرونیسکوس) را بر پسر دوم نهاده‌اند که نشان‌دهندهٔ ممتازتر بودن طبقهٔ اجتماعی زنتیپی نسبت به سقراط است.

## شخصیت
افلاطون تنها در کتاب فایدون از او نام برده و او را همسر و مادری فداکار دانسته‌است. کسنوفون در کتاب ممورابیلیا او را همین‌گونه نشان داده با این تفاوت که گفته لامپروسلز از پرخاشگری . همچنین در کتاب سمپوزیوم خودآورده که سقراط همسر خود را زنی دانسته که به سختی می‌شود با او کنار آمد و دلیل انتخاب او را همین روحیهٔ جدل‌آمیز او دانسته‌است.
به‌نظر می‌ر
د که ویژگی‌هایی که کسنوفون از او برشمرده در میان دیگر نویسندگان پس از او عمومیت پیدا کرده‌است. آلیان او را زنی ستیزه‌جو و حسود دانسته که کیکی را که آلکیبیادس برای سقراط فرستاده زیر پا لگدمال می‌کند. دیوژن لائرتی داستان‌های زیادی از بدزبانی‌های او گفته اما منبعی برای این گفته‌های خود نیاورده‌است.
نویسندگان پسین، همچون دیوژن لائرتی (که ارسطو را منبع سخن خود عنوان کرده) آورده‌اند که سقراط زن دیگری با نام مِرتو (Myrto) داشته‌است. پلوتارک سخن مشابهی گفته اما در این‌که ارسطو چنین چیزی گفته باشد تردید کرده‌است.

## یادبودها
- سیارک ۱۵۶ زنتیپی را به افتخار او نام‌گذاری کرده‌اند.